# Nicolás Mezquida
Gabriel Nicolás Mezquida Sero (Paysandú, 21 gennaio 1992) è un calciatore uruguaiano, attaccante del Vancouver FC.

## Carriera

### Club
Mezquida cominciò la carriera con la maglia del Peñarol, venendo promosso in prima squadra nel 2008. Il 22 gennaio 2009 raggiunse un accordo per firmare un pre-contratto con lo Schalke 04, ma rimase poi al Peñarol. L'attaccante si unì comunque allo Schalke 04 per sostenere un provino.
A marzo 2011, fu ufficializzato il suo trasferimento in prestito al Brann. Debuttò nella Tippeligaen il 20 marzo, sostituendo il connazionale Diego Guastavino nella vittoria per due a uno sul Rosenborg. Terminato il periodo al Brann, tornò al Peñarol. Il club uruguaiano, però, lo cedette con la stessa formula al Lillestrøm in data 11 agosto 2011.
Il 10 dicembre 2018 passa ai Colorado Rapids.

### Nazionale
Ha giocato nelle nazionali giovanili uruguaiane Under-15 ed Under-17.

## Palmarès

### Club

#### Competizioni nazionali
- Campionato uruguaiano: 1

Peñarol: 2009-2010
- Canadian Championship: 1

Vancouver Whitecaps: 2015